# Chamobates cuspidatiformis
Chamobates cuspidatiformis är en kvalsterart som först beskrevs av Trägårdh 1904.  Chamobates cuspidatiformis ingår i släktet Chamobates och familjen Chamobatidae. Inga underarter finns listade i Catalogue of Life.